# Altruism
Altruism, medmänsklighet, oegennytta, osjälviskhet (motsats till egoism), är att hjälpa andra utan att önska något i gengäld.
Till altruism räknas ofta generositet, självuppoffringar, att hjälpa människor med behov och att frivilligt ge vika för någon annans vilja i strid mot ens egen. Altruism innefattar både den psykologiska viljan till dessa handlingar, samvetet och det beteende som kommer av viljan. Altruism är dock inte synonymt med empati som i stället handlar om emotionellt medkännande och den psykologiska förståelsen för andras behov. Den empatiska förmågan är dock nära sammanbunden med altruistiska beteenden. Altruism som mänsklig egenskap studeras särskilt inom psykologin.

## Psykologi
Man skiljer på altruism och pliktkänsla eller lojalitet, eftersom dessa ofta motiveras av väntande belöning eller erkännande.[källa behövs] Man kan också diskutera om en handling är äkta altruism om man utför den för att känna sig nöjd med sig själv, och om motivet att döva sitt samvete kan innefattas i altruistiska beteenden. Psykologisk egoism är uppfattningen att det inte finns någon äkta altruism, men att människors handlingar ytterst styrs av egoism. Enligt Sigmund Freud är altruismen en form av reaktionsbildning eller oral fixering, medan kognitiv psykologi utgår från att altruismen styrs av rationella överväganden som man socialiseras till och vilket man lever efter för att slippa kognitiv dissonans.

## Politik och religion
Många politiska ideologier och religioner lär ut altruism och medmänsklighet som en dygd och ett fromhetsideal, exempelvis genom att utföra ideellt arbete, leva miljöetiskt, skänka tionde eller andra gåvor till välgörenhet eller att följa den gyllene regeln om att behandla andra som man själv vill bli behandlad och andra etiska normer i Bergspredikan. Det kan dock ifrågasättas huruvida den gyllene regeln är strikt altruistisk om det finns ett egenintresse i att behandla andra väl för att i gengäld bli behandlad väl av dem. Jesus kompletterade senare sitt tal med att ge liknelsen om den barmhärtige samariten. I den liknelsen lyfter han fram altruistisk äkta handlings- och tankemönster.

## Etik
Altruism är också en lära inom etiken, formulerad av Auguste Comte, som också skapade själva det filosofiska begreppet. Läran innebär att individen är förpliktigad att leva för andras skull, att betjäna mänskligheten och att detta är vägen människan uppnår lycka genom. Läran tar avstånd från individualismen. Individualistiska filosofier som tar ställning mot altruismen som ideologi är etisk egoism och rationell egoism. 

## Biologisk altruism
Med altruism inom biologin menas ett beteende som reducerar de reproduktiva chanserna hos ett djur (givaren eller hjälparen) men som ökar ett annat djurs (mottagarens) förutsättningar att överleva och fortplanta sig. Djur uppvisar emellanåt beteenden där individen offrar sitt eget välbefinnande till förmån för andra djurs överlevnad. Denna altruism kan tyckas motsäga evolutionen och teorin om det naturliga urvalet, men avkomman eller nära släktingar gynnas nästan alltid i det långa loppet på något sätt av beteendet. Fenomenet har studerats inom etologi, kulturell evolution och spelteori, där man har formulerat en rad teorier som förklarar altruism i naturen med genetiska vinster. Richard Dawkins diskuterar i sin bok Den själviska genen hur oegennyttiga handlingar på individnivå, särskilt mellan besläktade individer, kan vara själviska på den genetiska nivån.

### Altruism vid släktskap
Självuppoffrande beteende bland djur är särskilt vanligt vid släktskapsrelationer, och förklaras då av släktskapsselektion. Gener som individerna delar kan därmed fortfarande föras över. Exempel på detta är när ett djur som offrar sig för att försvara sina barn eller sin stam, samt monogami.   
Hos ett antal djurarter finns dokumenterade exempel på att obesläktade individer kan hjälpa varandra. Detta definieras då som funktionell altruism.  

### Reciprok altruism
Altruism mellan icke besläktade individer är vanligen exempel på reciprok altruism, det vill säga ömsesidiga tjänster. Exempel på ömsesidig altruism är vampyrfladdermöss som kan tigga och få mat av en obesläktad granne om nattens födosök misslyckats. Eftersom det är stor sannolikhet att individen vid ett senare tillfälle betalar tillbaka denna tjänst när det istället är grannen som är hungrig, kan man tala om reciprok altruism. Ett annat exempel är när apor turas om att plocka löss på varandra. Ytterligare exempel är att dela sin mat inom gruppen.
I spelteoretiska termer kommer sådan ömsesidighet att löna sig evolutionärt, så länge som kostnaderna för att hjälpa är mindre än fördelarna med att vara hjälpta och så länge som individen inte i längden vinner på att fuska, det vill säga genom att ta emot tjänster utan att återgälda dem. Detta har studerats inom evolutionär spelteori, särskilt i fångens dilemma.
Exempel på indirekt reciprok altruism är att djuret utför en självuppoffrande handling för att förbättra sitt anseende. Arabskriktrastar dansar och badar tillsammans, matar andras ungar, ger varandra presenter och tar ibland konflikt med varandra enbart för att hjälpa en annan individ. Vid början på 1970-talet genomförde Amotz Zahavi en långvarig studie av arabskriktrasten, vilken gav upphov till hans signaleringsteori samt handikappsprincipen. Arabskriktrasten ansågs länge som ett särskilt altruistiskt djur, men Zahavi tolkade beteendet som evolutionärt enbart gynnsamt. Zahavi skapade en teori (1974) att när fåglar utfodrar andras ungar ger det den hjälpande fågeln socialt anseende inom gruppen.
Barnlösa elefanter kan ibland ta sig an föräldralösa elefantungar.

### Stark och svag altruism
I flertalet böcker definieras altruism mellan djur endast som stark altruism, det vill säga beteende som gynnar andras avkomma men minskar antalet egna avkommor. Svag altruism är ett beteende som innebär att individen riskerar att dö, men ändå får större avkomma. Även om icke besläktade individer skulle få ändå större avkomma till följd av beteendet räknas det som svag altruism. 
Enligt vissa forskare förutsätter utvecklandet av stark altruism genetisk gruppselektion medan det räcker med individuell selektion för att utveckla svag altruism. Andra anser att gruppselektion är en förutsättning för båda formerna av altruism.

### Jämförelse med människors altruism
Eftersom altruism bland djur sällan eller aldrig tycks ske utan egen vinning, antingen på den genetiska nivån eller i form av motprestation, så är det inte "äkta" altruism. Enligt vissa filosofer är äkta altruism ungefär samma sak som psykologisk altruism som kan observeras bland människor; enligt andra är dessa begrepp oberoende. 
Många djur anses inte kunna göra medvetna val, och därför inte vara kapabla till psykologisk altruism på det sätt som människor ibland är, det vill säga till att avsiktligt genomföra oegennyttiga handlingar med vetskapen att egen vinning saknas. Psykologisk altruism bland människor behöver definitionsmässigt inte innebära ändrad mängd avkomma. Människans beteende styrs i mycket högre grad av kultur och inlärning än andra djurs. Dessa faktorer gör att vissa filosofer anser att teorierna om biologisk altruism inte är tillämpliga på människor.
En individs altruism är, liksom många andra personlighetsdrag, en konsekvens av både biologiskt arv och social miljö. Mänsklighetens utvecklande av psykologisk altruism är således en konsekvens både av biologisk och kulturell evolution. Människans har en förmåga att snabbt utveckla, sprida och efterfölja memer (idéer, religioner, traditioner) och denna förmåga har varit evolutionärt gynnsam, enligt hypoteser av Susanne Blackmore med flera. Memerna korsbefruktas, konkurrerar och vidareutvecklas på liknande sätt som gener, och de mest gynnsamma memerna får ofta störst spridning. Religioner och ideologier med ett visst mått av altruism kan vara gynnsamma och har fått stor spridning, särskilt när en stor mängd människor av olika folkgrupper ska leva sida vid sida i städer och agrara kulturer, medan kulturer med mindre altruism har gått under till följd av stridigheter och girighet. Memer som förstärker vår medfödda psykologiska altruism och förhindrar oss att agera efter våra mer egoistiska instikter har därför gynnats och blivit en central del i moderna religioner och ideologier.

## Altruism i spelteorin
Det finns också olika former av altruistiska beteenden i spelteorin, som annars grundar sig på premisser om ett egoistiskt beteende. Både i fångarnas dilemma och i det itererade fångarnas dilemma kan vissa beteenden kallas altruistiska.
I det icke-itererade fångarnas dilemma så är det ur varje spelares perspektiv bäst att agera egoistiskt, samtidigt som den summerade nyttan är högst om samtliga spelare agerar altruistiskt. En generell förväntan och tilltro till att spelare i allmänhet spelar altruistiskt kan därmed motivera en spelare att spela altruistiskt i verkliga situationer. Detta är dock strikt talat irrationellt om målet är egennytta.
Ett altruistiskt beteende är än mer motiverat i de itererade fångarnas dilemma. Under förutsättningen att antalet iterationer är okänt, så är nyttan för de olika spelarna positivt sammankopplad. Eftersom det nu finns en möjlighet att hämnas, förlåta och återgälda goda eller dåliga handlingar så får spelet en helt annan karaktär än i det icke-itererade fallet. En av de lösningar som ofta anses optimal är att återgälda altruistiskt beteende med altruistiskt beteende och vice versa samtidigt som man ger sina motspelare möjlighet att bättra sig genom förlåtelse.

### Fotnoter
1. ↑  Se till exempel Tom W. Smith, Altruism and Empathy in America: Trends and Correlates Arkiverad 10 februari 2012 hämtat från the Wayback Machine., National Opinion Research Center/University of Chicago
2. ↑  Altruism - Psykologilexikon - Psykologi.se
3. ↑  Robert L. Trivers (7 mars 1971). ”The Evolution of Reciprocal Altruism”. The Quarterly Review of Biology "46" (1):  ss. 35. doi:10.1086/406755. http://scholar.google.se/scholar?cluster=17273593725342277972&hl=sv&as_sdt=2000.
4. 1 2 3 4   http://plato.stanford.edu/entries/altruism-biological/ Stanford Encyclopedia of Philosophy: Biological Altruism